# 하니 람지
하니 구다 람지(아랍어: هانى رمزى, 1969년 3월 10일 ~ )는 이집트의 전 축구 선수이다.

## 어린 시절
그의 부모님은 콥트 교회 신자였다. 그래서 그의 별명도 "콥트의 마라도나"가 되었다. 그의 축구 실력은 10살 때부터 알려져 테르사나 SC나 자말렉 SC에서 관심을 보였으나 그의 아버지는 알아흘리의 팬이었기에 이들의 구애를 거절하고 알아흘리로 보냈다. 알아흘리의 감독이었던 무스타파 후세인은 그를 보고 람지가 알아흘리의 유소년 구단에서 뛰도록 결정했다. 람지는 적어도 17살에 청소년 국가대표가 되었다.

## 선수 경력
그의 어린 나이에도 불구하고 람지의 능력은 그를 알아흘리의 1군으로 올릴 수 있었다. 마흐무드 엘-고하리 역시 이탈리아로 가는 이집트 국가대표팀의 여정에 그를 포함시켰다. 이는 20세의 선수가 성공의 열쇠이며 그는 이집트 국가대표팀에서 가장 어린 선수가 되었다.
1990년 그는 스위스의 뇌샤텔 크사막스로 옮겨 4년간 뛰었다. 당시 그의 별명은 '바위'였다. 1994년 그는 푸스발-분데스리가의 SV 베르더 브레멘으로 옮겨 분데스리가에서 뛴 최초의 이집트인이 되었다. 또한 그의 이적료인 1500만 달러는 그가 이집트에서 가장 비싼 축구 선수가 되었음을 뜻하기도 했다.
1998년 아프리카 네이션스컵 이후 그는 1. FC 카이저슬라우테른로 이적해 6번을 달고 뛰었다. 그는 중앙 수비수로 뛰면서 12골을 넣어 카이저슬라우테른에서 유명해졌으나, 2003년 무릎 부상을 당하여 2 시즌간 번민하여 계약이 만료될 때까지 벤치에서 동료들이 뛰는 모습을 지켜봐야 했다. 카이저슬라우테른과의 계약이 끝난 뒤, 그는 BBC에 알와흐다로 갈 것이다라고 말 했다. 그러나 2005년 10월 19일 람지는 2. 푸스발-분데스리가의 1. FC 자르브뤼켄으로 18개월 계약을 했다.
그는 부상 기간 동안 베를린에서 코치 연수를 받았다. 그는 은퇴후 감독이 되기로 결심하였고, 카이저슬라우테른의 유소년 팀 스탭의 일원이 되었다. 람지는 ENPPI 클럽의 감독이었던 독일인 라이너 조벨의 코치가 되었다. 2007년에는 성적 부진 때문에 팀이 결과에 연연하지 않는 조건으로 조벨 대신 람지를 시즌이 끝날 때까지 감독 자리에 앉혔다. 람지는 이는 큰 책임감이었으며 이집트에서 어린 코치가 팀을 감독하기 위한 좋은 단계가 열렸다고 말했다.
2006-07 시즌을 9위로 마감한 후 그는 다시 코치가 되었다. 팀은 전 페트롤 아시웃의 감독이었던 안와르 살라마와 계약하였다. 2008년 9월 중순, 람지는 국제 감독 경력으로 새로운 걸음을 내디뎠다다. 그는 미로슬라브 소우콥 하에서 이집트 20세 이하 대표팀의 코치가 되었다. 2009년 12월 말에는 이집트 21세 이하 대표팀의 감독이 되었다. 또한 그는 이집트 23세 이하 대표팀의 감독이 되기도 하였다. 그러다가 2012년 리르서 SK의 기술 고문이 되었다. 2012-2013년은 그가 직접 리르서의 감독을 맡기도 했다.

## 수상
- 람지는 50년간 베스트 아프리카 선수에 19번째로 이름을 올렸다.
- 그는 1990년에 프랑스 축구가 뽑은 베스트 아프리카 선수에 5번째로 이름을 올렸다.
- 그는 CAF가 2000년과 2001년에 뽑은 베스트 아프리카 선수에 9번째로 이름을 올렸다.
- 그는 1992년 아프리카 네이션스컵에서 베스트 리베로로 뽑혔다.
- 그는 2002년 아프리카 네이션스컵에서 베스트 수비형 미드필더로 뽑혔다.
- 람지는 이집트 선수 중 가장 많은 아프리카 네이션스 컵에 출전했다. 그는 1994, 1996, 1998, 2000, 2002년의 아프리카 네이션스 컵에서 이집트 대표팀의 일원으로 참가했다.

## 같이 보기
- A매치 100경기 이상 출전한 축구 선수 명단